# Lillån IBK
Lillån IBK är en innebandyklubb från bostadsområdet Lillån, norr om Örebro. 
Klubben bildades först som en innebandysektion i Lillåns IF 1992 och blev en egen klubb 2002. Herrlaget spelar för andra året i rad i Allsvenskan södra. Laget tränas av Harman Haurami. 
Lillån har fostrat två spelare som spelar eller har spelat i SSL. Simon Palmén i Linköping och Johan Kapple i Djurgården Allsvenskan norra. Robin Laakso som spelade för laget under ett antal år spelar även han i Linköping.